# 山西亚宝足球俱乐部
山西亚宝足球俱樂部是一个已经解散的中国足球俱乐部。俱乐部位于中国山西省太原市，成立于1997年4月1日，注册资金200万元人民币，成立时名为山西中联足球俱乐部，参加了1997年中国足球乙级联赛，俱乐部的球员以山西省球员和青岛球员为主。俱乐部是首支以山西为名参赛的职业足球俱乐部。次年俱乐部转手亚宝集团，改名山西亚宝足球俱樂部，参加1998年中国足球乙级联赛。1998年底，俱乐部解散。